# Encyclia seidelii
Encyclia seidelii är en orkidéart som beskrevs av Guido Frederico João Pabst. Encyclia seidelii ingår i släktet Encyclia och familjen orkidéer. Inga underarter finns listade i Catalogue of Life.